# Бурунные
Буру́нные — группа из двух островов в центральной части архипелага Северная Земля (Россия). Административно относятся к Таймырскому Долгано-Ненецкому району Красноярского края.
Расположены в центральной части архипелага на расстоянии 5,3 километра к югу от юго-восточного окончания острова Октябрьской Революции.
Состоят из двух небольших свободных ото льда островов длиной 400 и 600 метров. Лежат на расстоянии около 600 метров друг ото друга. Существенных возвышенностей не имеют. Берега ровные, пологие.